# 달랏 로마 가톨릭 교구
달랏 로마 가톨릭 교구(Roman Catholic Diocese of Đà Lạt)는 베트남 메트로폴리탄 호찌민 대교구 관구의 로마 가톨릭 교회의 라틴 부속 교구이다. 그러나 여전히 인류복음화성 선교회에 의존하고 있다.
주관 성당은 베트남 중앙 고원의 남부 도시 럼동성 달랏에 있는 달랏 성니콜라스 성당이다. 현재 주교는 2019년 9월 16일부터 도미닉 응우옌 반마인이다.

## 통계
2014년 기준 87개 교구에서 9,764km2에 368,487명의 가톨릭교인(총 1,325,000명 중 27.8%)이 259명의 사제(143개 교구, 116개 종교)와 16개 선교회, 1,413명의 평신도 (501형제, 912자매) 및 69명의 신학생이 있다. 독실한 신도들 중 다수는 소수 민족에 속한다.

## 역사
감독관청은 사이공 관구에서 떨어져 나와 달랏 교구라는 이름으로 1960년 11월 24일 만들어졌다. 1967년 6월 22일, 반메투옷 교구를 설립하기 위해 세력권을 상실했다.

## 같이 보기
- 베트남의 로마 가톨릭 교구 목록